# Perithemis lais
Perithemis lais är en trollsländeart som först beskrevs av Perty 1834.  Perithemis lais ingår i släktet Perithemis och familjen segeltrollsländor. IUCN kategoriserar arten globalt som livskraftig. Inga underarter finns listade i Catalogue of Life.